# Tom Scully
Thomas Scully (Invercargill, 14 de janeiro de 1990) é um desportista neozelandês que compete em ciclismo na modalidade de estrada, em onde faz parte da equipa EF Education First desde o ano de 2017; ainda que também disputou carreiras de pista, especialista nas provas de pontuação e madison.
Ganhou uma medalha de prata no Campeonato Mundial de Ciclismo em Pista de 2014, na carreira por pontos.

## Medalheiro internacional
| Campeonato Mundial | Campeonato Mundial | Campeonato Mundial | Campeonato Mundial |
| Ano                | Lugar              | Medalha            | Competição         |
| ------------------ | ------------------ | ------------------ | ------------------ |
| 2014               | Cali ( Colômbia)   | Medalha de prata   | Pontuação          |

## Palmarés

### Estrada
2013
- 1 etapa do Volta à Normandia

2016
- 1 etapa dos Boucles de la Mayenne
- 2.º no Campeonato da Nova Zelândia Contrarrelógio

2017
- 1 etapa da Ruta del Sur

2019
- 3.º no Campeonato da Nova Zelândia em Estrada

### Pista
2009
- Campeonato da Nova Zelândia em Madison  (com Shane Archbold)

2010
- Campeonato da Nova Zelândia em Scratch

2014
- 2.º no Campeonato Mundial Pontuação
- Jogos da Commonwealth em Pontuação

## Resultados nas Grandes Voltas
Durante a sua carreira desportiva tem conseguido os seguintes postos nas Grandes Voltas:
| Carreira        | 2012 | 2013 | 2014 | 2015 | 2016 | 2017  | 2018  | 2019  |
| --------------- | ---- | ---- | ---- | ---- | ---- | ----- | ----- | ----- |
| Giro d'Italia   | -    | -    | -    | -    | -    | -     | Ab.   | -     |
| Tour de France  | -    | -    | -    | -    | -    | -     | 129.º | 135.º |
| Volta a Espanha | -    | -    | -    | -    | -    | 153.º | -     | -     |

-: não participa 

Ab.: abandono